# Schweizer Paraplegiker-Zentrum
Das Schweizer Paraplegiker-Zentrum (SPZ) ist eine Spezialklinik für Querschnittgelähmte in Nottwil im Kanton Luzern, Schweiz.

## Geschichte
1975 gründete Guido A. Zäch die Schweizer Paraplegiker-Stiftung (SPS). Zäch arbeitete damals als Chefarzt des Paraplegikerzentrums in Basel, das unter beengten Platzverhältnissen litt. Sein erster Versuch, das Zentrum in Risch (Kanton Zug) zu erstellen, scheiterte am Widerstand der Bevölkerung. Auf der weiteren Suche wurde man in Nottwil fündig. Am 5. Juli 1985 entschieden sich die Bürger der Gemeinde für das Paraplegiker-Zentrum. Der Spatenstich erfolgte am 12. März 1987, am 1. Oktober 1990 trafen die ersten Patientinnen und Patienten ein. Das Zentrum hatte zunächst 104 Betten und 250 Vollzeitstellen. Bereits 1998 wurden die ersten Erweiterungsbauten notwendig.
2024 wurden im SPZ 1045 stationär aufgenommene Patienteinnen und Patienten (Erstrehabilitation oder Folgebehandlung) behandelt. Im Schweizer Paraplegiker-Zentrum stehen inklusive Intensivpflegestation 204 Betten zur Verfügung.

## Aufgaben
Das SPZ ist eine private, landesweit anerkannte Spezialklinik für die Erstversorgung, Akutbehandlung, ganzheitliche Rehabilitation und lebenslange Betreuung von Querschnittgelähmten sowie Menschen mit querschnittähnlichen Syndromen. Die Spezialklinik gehört zur Schweizer Paraplegiker-Gruppe (SPG), welche ein integrales Netzwerk zur ganzheitlichen Rehabilitation von Querschnittgelähmten bildet. Trägerschaft des Netzwerks ist die Schweizer Paraplegiker-Stiftung (SPS), die ebenfalls in Nottwil ihren Sitz hat.
Daneben gibt es am SPZ Orthotec, die 1994 gegründet wurde und die sich um Rollstühle und Fahrzeugumbau kümmert, die Schweizer Paraplegiker-Forschung (SPF) und die Schweizer Paraplegiker-Vereinigung (SPV).

## Direktoren
- 1990–2005 Guido A. Zäch
- 2005–2010 Beat Villiger
- 2010–2021 Hans Peter Gmünder
- seit 2021 Luca Jelmoni